# 바실리 블로힌
바실리 미하일로비치 블로힌(러시아어: Васи́лий Миха́йлович Блохи́н, 1895년 1월 7일 ~ 1955년 2월 3일)은 소련의 군인이다. 최종 계급 소장(1성 장군)으로, 스탈린 시대 내무인민위원회에서 수석 사형 집행자를 지냈다.
1926년 스탈린에 의해 직접 임명되어 스탈린 지배 시기(주로 대숙청 및 제2차 세계 대전 시기) 이루어진 셀 수 없이 많은 대량 처형을 집행 및 감독했다. 자기 손으로 직접 죽인 사람의 수만 만 단위를 넘어가는 것으로 기록되어 있으며, 1940년 봄에 일어난 카틴 학살 때에도 폴란드인 7천여 명을 직접 죽였다. 스탈린이 사망한 뒤에 니키타 후르쇼프에게 퇴진을 강요받았고 1955년에 사망하였다.